# Parapsyche aureocephala
Parapsyche aureocephala är en nattsländeart som beskrevs av Schmid 1964. Parapsyche aureocephala ingår i släktet Parapsyche och familjen ryssjenattsländor. Inga underarter finns listade i Catalogue of Life.